# Villa del Rosario (Argentine)
Villa del Rosario est une ville de la province de Córdoba, en Argentine, et le chef-lieu du département de Río Segundo.
La ville se trouve sur la route provinciale 13 à 78 km de Córdoba et 648 km de Buenos Aires

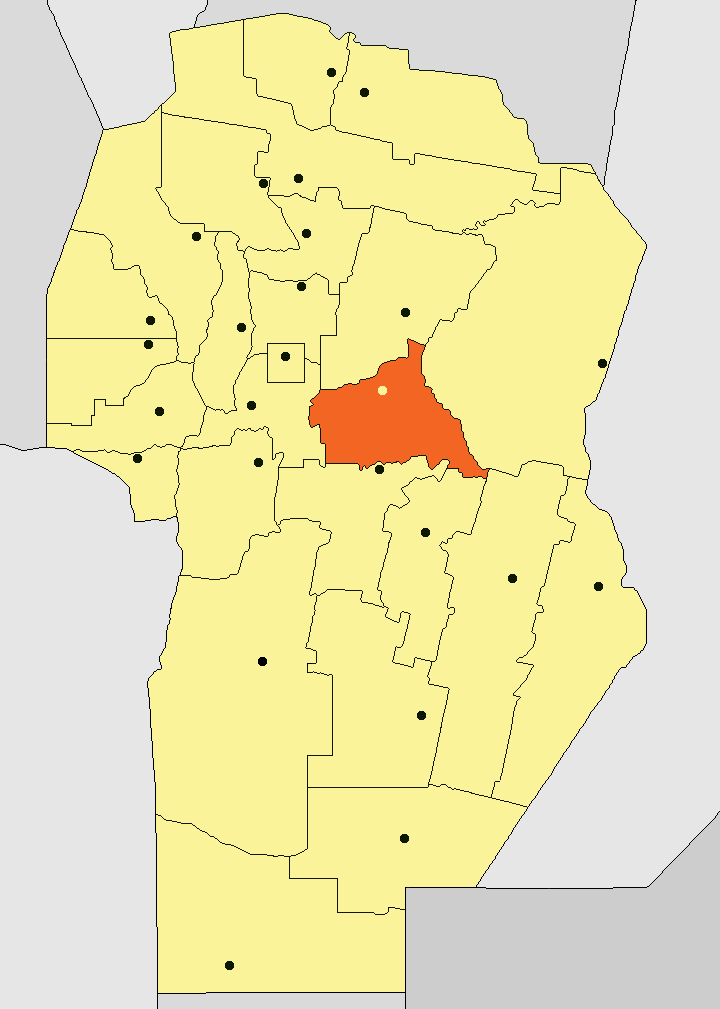
Localisation de la ville dans la province